# Pitohui huppé
Ornorectes cristatus
Genre
Espèce
Statut de conservation UICN

 LC  : Préoccupation mineure
Le Pitohui huppé (Ornorectes cristatus, anciennement Pitohui cristatus) est une espèce de passereaux de la famille des Oreoicidae. C'est la seule espèce du genre Ornorectes. C'est une espèce vénéneuse.

## Répartition
Cette espèce est présente sur l'île de Nouvelle-Guinée.

## Taxinomie
Les travaux de Jønsson et al. (2008), Dumbacher et al. (2008), Norman et al. (2009) et Jønsson et al. (2010) montrent que le Pitohui huppé n'appartient pas à la famille des Pachycephalidae dans laquelle il était placé jusque-là, et donc pas non plus au genre Pitohui. Il est donc déplacé vers le genre Ornorectes, dont il est le seul représentant.
Les travaux sus-mentionnés montrent que le Pitohui huppé est un proche parent du Carillonneur huppé (Oreoica gutturalis) et du Siffleur à nuque rousse (Aleadryas rufinucha).
L'étude phylogénique de Schodde & Christidis (2014) vient confirmer les études précédentes, et le Congrès ornithologique international (classification 4.3, 2014) déplace cette espèce dans la nouvelle famille des Oreoicidae,.

### Sous-espèces
D'après la classification de référence (version 5.2, 2015) du Congrès ornithologique international, cette espèce est constituée des sous-espèces suivantes (ordre phylogénique) :
- Ornorectes cristatus cristatus (Salvadori, 1876)
- Ornorectes cristatus arthuri Hartert, 1930
- Ornorectes cristatus kodonophonos Mayr, 1931